# 佳嶋
佳嶋（かしま、1973年2月4日 - ）は、日本のイラストレーターである。東京都出身、千葉県在住。
第19回(2008年)と、第25回(2014年)のS-Fマガジン読者賞 イラストレーター部門を受賞している。

## 作品

### 挿画
- リチャード・マシスン、訳:尾之上浩司『ある日どこかで』（2002年、創元推理文庫）
- リチャード・マシスン、訳:尾之上浩司『奇蹟の輝き』（2003年、創元推理文庫・2003年からの新装版）
- 山藍紫姫子『イリス 虹の麗人』（2006年1月、宙出版）
- 五百香ノエル『ヒューマンレプリカ』（2006年10月、宙出版）
- 松岡なつき『赤と黒』（2007年3月、宙出版）
- 崎谷はるひ『少年人形』（2007年10月、SHYノベルス）
- 皆川博子『倒立する塔の殺人』（2007年11月、理論社ミステリーYA!）
  - 文庫版（新規イラスト、2011年11月、PHP文芸文庫）
- 輪渡颯介『掘割で笑う女 浪人左門あやかし指南』（	2008年1月、講談社ノベルス）
- 輪渡颯介『百物語 浪人左門あやかし指南』（	2008年7月、講談社ノベルス）
- エミリー・ギフィン、訳:葉月悦子『サムシング・ボロウ』（2009年10月、オーロラブックス）
- 望月飛鳥『猫桃神話』（2009年4月、武田ランダムハウスジャパン）
- 有栖川有栖『闇の喇叭』（2010年6月、理論社ミステリーYA!）
- 皆川博子『開かせていただき光栄です』（2011年7月、早川書房 / 文庫版（同じイラスト）2013年9月、ハヤカワ文庫JA）
- 須和雪里『薄紅のイフリス〜愛の妖精〜』（2011年10月、白泉社花丸文庫BLACK）
- 高野史緒『ヴェネツィアの恋人』（2013年2月、河出書房新社）
- 皆川博子『少年十字軍』（2013年3月、ポプラ社）
  - 文庫版（新規イラスト、2015年4月、ポプラ文庫）
- 高野史緒『カント・アンジェリコ』（2013年3月、講談社文庫版）
- 中内亮玄『蒼の麒麟騎士団』（2013年6月、狐尽出版）
- 仁木英之『高原王記』（2013年6月、幻冬舎文庫版）
- 皆川博子『妖恋』（2013年7月、PHP文芸文庫版）
- 菅浩江『誰に見しょとて』（2013年10月、ハヤカワSFシリーズ Jコレクション）
- 皆川博子『アルモニカ・ディアボリカ』（2013年12月、ハヤカワ・ミステリワールド）
  - 文庫版（新規イラスト、2016年1月、ハヤカワ文庫JA）
- 皆川博子『薔薇忌』（2014年6月、実業之日本社文庫）
- 服部まゆみ『この闇と光』（2014年11月、角川文庫版）
- パトリック・レドモンド、訳:広瀬順弘『霊応ゲーム』（2015年5月、早川書房）
- 服部まゆみ『一八八八 切り裂きジャック』（2015年9月、角川文庫版）
- 遠田潤子『月桃夜』（2015年12月、新潮文庫nex版）
- 長谷川夕『おにんぎょうさまがた』（2017年1月、集英社オレンジ文庫）
- ロバート・L・スティーヴンソン、訳:田内志文『新訳 ジキル博士とハイド氏』（2017年4月、角川文庫）
- 赤川次郎『死者の学園祭』（2017年6月、角川文庫・2017年からの新装版）
- 小島環『囚われの盤』（2017年7月、講談社）
- 栗本薫『ムーン・リヴァー』（2017年12月、角川文庫版）
- 小川一水『アリスマ王の愛した魔物』（2017年12月、ハヤカワ文庫JA）
- 秋吉理香子『鏡じかけの夢』（2018年5月、新潮社）
- 皆川博子ほか『皆川博子の辺境薔薇館』（2018年5月、河出書房新社）
- 三津田信三『犯罪乱歩幻想』（2018年9月、KADOKAWA）
  - 文庫版（新規イラスト、2021年9月、角川ホラー文庫）
- 皆川博子、編:日下三蔵『夜のリフレーン』（2018年10月、KADOKAWA）
- 栗本薫『キャバレー』（2019年1月、角川文庫・新装版）
- 岡本千紘『鬼切りの綱』（2019年3月、二見サラ文庫）
- 皆川博子、編:日下三蔵『夜のアポロン』（2019年3月、早川書房）
- 牧山とも『マインドハッカー』（2019年3月、BLANCVERT MEDIA）※電子書籍
- 海猫沢めろん『夏の方舟』（2019年7月、角川文庫版）
- 赤江瀑『オイディプスの刃』（2019年9月、河出書房新社）
- 佐原一可『華天楼夢想奇譚 ～八月の海市の物語～』（2019年11月、二見サラ文庫）
- 小野美由紀『ピュア』（2020年4月、早川書房）
- 若木未生『われ清盛にあらず』（2020年10月、祥伝社）
- 牧野修『万博聖戦』（2020年11月、ハヤカワ文庫JA）
- 生島治郎、編:日下三蔵『頭の中の昏い唄』（2020年11月、竹書房文庫）
- 皆川博子『インタヴュー・ウィズ・ザ・プリズナー』（2021年6月、ハヤカワ・ミステリワールド）
- 稲羽白菟『オルレアンの魔女』（2021年8月、二見書房）
- 紅坂紫『てのひらのうた 超短編小説アンソロジー』（2021年8月、※自費出版）

### 描き方本
- ※共著『イラスト描画テクニック・マスター Photoshop、Illustratorで自在に描くプロのテクニック集』 （2010年11月、エムディエヌコーポレーション）

### 画集
- Sheer Magic (2006年、河出書房新社)
- Eros & Thanatos (2006年、河出書房新社)
- Delta of Venus (2008年、河出書房新社)
- Parfums Prothetiques (2010年、河出書房新社)

### その他
- VAMPS - 「VAMPIRE'S LOVE」 (ジャケットデザイン、2014年、Delicious Deli Records)